# Polje, Tolmin
Polje je naselje v Občini Tolmin. Leži na nadmorski višini 600 m nadmorske višine. Prebivalci vasi se ukvarjajo predvsem s kmetijstvom. V vasi živi 37 ljudi (2023). Vas je obkrožena s hribi in sosednjimi kraji: Šentviška Gora, Zakraj, Prapetno Brdo. Iz vasi poteka več gozdnih poti. Po eni se pride tudi do Stopnika.